# Reprezentacja Walii w koszykówce mężczyzn
Reprezentacja Walii w koszykówce mężczyzn - drużyna, która reprezentuje Walię w koszykówce mężczyzn. Za jej funkcjonowanie odpowiedzialny jest Walijski Związek Koszykówki (BAW). Nigdy nie udało jej się zakwalifikować do Mistrzostw Świata, Igrzysk Olimpijskich i Mistrzostw Europy. Aktualnie należy do dywizji C.